# Ингвар Кампрад
Феодор Ингвар Кампрад (на шведски: Feodor Ingvar Kamprad) е шведски предприемач, основател на веригата магазини за домашно обзавеждане IKEA. Иновативният подход, добрите цени и смелите дизайнерски решения се превръщат в нейна запазена марка.

## Биография
Ингвар Кампрад е роден на 30 март 1926 г. в Смоланд. Още от малък проявява желание да живее по-добре, ходи до Стокхолм, купува на едро кибрити и започва да ги продава на дребно. На 17-годишна възраст получава пари от баща си, за да продължи образованието си. Той се отказва да учи и използва парите, за да основе първата си компания. Името IKEA идва от неговите инициали и първите букви на фермата и селото, в които израства – Елмтарюд и Агюнард. По-късно търгува с части за велосипеди, с риба, семена, моливи, коледни играчки за елха. След войната обзавеждането е хит и през 1951 г. Кампрад решава да прекрати всички останали продуктови линии и да се съсредоточи само върху мебелите. През 1953 г. отваря врати първият магазин IKEA.
Кампрад има доста сериозен коз срещу своите конкуренти – залага на огромен шоурум, в който хората могат да видят, да докоснат и да почувстват стоките, за да са сигурни, че купуват нещо качествено и удобно. Идеята идва след откриването на първия магазин в Стокхолм, когато продавачите не успяват да донесат стоките от халетата. Така за клиентите е „отворен“ самият склад. Умната организация предлага на посетителите „еднопосочно пътуване“ и те са принудени да минат през всички зали, за да излязат. Евтините цени идват от практичните опаковки, които са няколко пъти по-компактни от опаковките на която и да било друга верига за мебели. Мебелите се събират във всеки багажник и пестят на клиентите пари за транспорт.
През 2004 г. Ингвар надминава Бил Гейтс по богатство. Според списание Forbes, през 2008 г. той е вторият най-богат човек в Европа и седмият най-богат човек в света. Богатството му се оценява на 31 милиарда щатски долара.
Кампрад старателно култивира имидж на скромен и дори стиснат начин на живот; по-малко известно е, че той притежава вила в швейцарски курорт, обширно имение в Швеция и лозя в Прованс, Франция, или че дълги години е карал Порше.
През 1994 г. са публикувани документи, изобличаващи членството и активното участие на Кампрад в шведската фашистка организация Nysvenska Rörelsen между 1942 и 1945 г., както и че в продължение на 17 години е бил член на шведската нацистка партия и е привличал в редовете на партията нови членове. В последвалото писмено изявление Кампрад нарича участието си в организацията „най-голямата грешка на моя живот“. Той обещава да отдели почти €100 млн. за благотворителност.
Кампрад страда от дислексия. Има трима синове, които също работят в IKEA, но никой от тях не е на висш ръководен пост.

## Stichting INGKA Foundation
Кампрад до самата си смърт е председател на регистрирания в Нидерландия благотворителен фонд Stichting INGKA Foundation (наречен в чест на самия Кампрад). Този фонд притежава INGKA Holding, родителската компания на всички магазини IKEA.
Благотворителният фонд, по данни на списанието The Economist от май 2006 г., се смята за най-богатата в света благотворителна организация, активите ѝ достигат $36 млрд.